# Émile Waldteufel
Émile Waldteufel (ur. 9 grudnia 1837 w Strasburgu, zm. 12 lutego 1915 w Paryżu) – francuski kompozytor pochodzący z Alzacji, autor popularnych walców, polek i galopów; zazwyczaj zaliczany jest do muzyki francuskiej.

## Życie
Urodził się jako Charles Émile Lévy, w żydowskiej rodzinie o muzycznych tradycjach; jego ojcem był Lazar Lévy (1801–1884), występujący jako Louis Waldteufel. Charles Émile miał brata Isaaca (znany jako Léon Waldteufel, 1832–1884), który również, podobnie jak ojciec i brat, był muzykiem. Jednakże to właśnie Charles Émile był bardziej utalentowanym i to on, po specjalnie w tym celu odbytej przeprowadzce całej rodziny do Paryża w 1844, wstąpił do tamtejszego Konserwatorium, by doskonalić się w grze na skrzypcach.
W latach 1853–1857 szlifował umiejętności w grze na fortepianie pod okiem doskonałego kompozytora, Jules'a Masseneta, autora wielu znanych oper, takich jak „Werter”.

## Twórczość
Waldteufel specjalizował się w tworzeniu walców, co przyniosło mu wielkie uznanie w czasach II Cesarstwa. W 1865 roku, dzięki protekcji cesarzowej Eugenii został nadwornym muzykiem cesarza Napoleona III oraz osobistym pianistą jego małżonki. To jego zadaniem była organizacja sławnych wieczorków muzycznych w pałacach w Biarritz i Compiègne. Od 1867 roku orkiestra Waldteufla uświetniała bale organizowane w ogrodach Tuileries, zaś po wojnie francusko-pruskiej grywała w siedzibie rządu Republiki w Pałacu Elizejskim.
W 1874 roku jego muzyką zachwycił się książę Walii, późniejszy Edward VII. Zainteresowanie angielskiego następcy tronu zaowocowało podpisaniem przez Waldteufla kontraktu z towarzystwem Hopwood & Crew, który pozwolił mu na zaprezentowanie swych utworów podczas balów królowej Wiktorii w Pałacu Buckingham.
Muzyka Waldteufla charakteryzuje się lekkością, nutą figlarności i bezpretensjonalnego humoru. Specjalizował się w pisaniu utworów do tańca, walców, polek i galopów, co sprawiło, iż przez współczesnych nazywany był „francuskim Straussem”. Jego najbardziej znane walce to Walc Łyżwiarzy (Les Patineur), Miłość i wiosna (Amour et Printemp) i Estudiantina. W Polsce nazwisko Waldteufela jest niemal nieznane; znane są jednak jego najpopularniejsze utwory.

## Kompozycje

### Kompozycje numerowane
- Kamiesch, marsz, op. 5;
- Myosotis, walc, (tytuł niemieckojęzyczny: Vergissmeinnicht), op. 101;
- Jean qui pleure et Jean qui rit, polka burleska, op. 106;
- Bella, polka mazurka, op. 113, (1867);
- Dans les bois, polka mazurka, op. 119;
- Les Lointains, walc, op. 121;
- Mellow waltz op. 123, (1866);
- Carolinen, polka, op. 124;
- Dans les champs, polka mazurka, (tytuł anglojęzyczny: In the Fields), op. 125, (1868);
- Madeleine, walc, op. 126;
- Desiree, polka mazurka, op. 132;
- Térésa (Antoinette), walc, op. 133, (1864);
- Joujou, polka, op. 135;
- Manolo, walc, op. 140, (1874 ?);
- Rose et Marguerites, walc, op. 141;
- Tout a vous, walc, (tytuł anglojęzyczny: Yours Very Truly, tytuł niemieckojęzyczny: Dir allein), op. 142, (1875);
- Bien aimés waltz, walc, op. 143, (1875);
- Entre nous waltz, walc, op. 144, (1876);
- Fale radości, walc, (tytuł oryginalny: Flots de joie, tytuł anglojęzyczny: Waves of Joy, tytuł niemieckojęzyczny: Auf Glückes Wogen), op. 145; (1875);
- Z wielką prędkością, galop, (tytuł oryginalny: Grand vitesse, tytuł anglojęzyczny: High Speed, tytuł niemieckojęzyczny: Eilgut), op. 146; (1876);
- Violettes waltz, walc, (tytuł anglojęzyczny: Violets), op. 148, (1876);
- Au revoir, walc, (tytuł anglojęzyczny: Farewell), op. 149, (1876);
- A toi, walc, (tytuł anglojęzyczny: To Thee, tytuł niemieckojęzyczny: An Dich), op. 150;
- Moje marzenie, (tytuł oryginalny: Mon rêve, tytuł anglojęzyczny: My Dream), op. 151, (1877);
- Najszybciej, galop, (tytuł oryginalny: Prestissimo), op. 152, (1877);
- Hommage aux dames, walc, op. 153;
- Syreny, walc, (tytuł oryginalny: Les Sirènes, tytuł anglojęzyczny: The Sirens, tytuł niemieckojęzyczny: 'Sirenenzauber'), op. 154, (1878);
- Pomona, walc, (tytuł oryginalny: Pomone), op. 155, (1877);
- Zawsze lub Nigdy, walc, (tytuł oryginalny: Toujours ou jamais, tytuł anglojęzyczny: Ever or Never, tytuł niemieckojęzyczny: Immer oder Nimmer), op. 156, (1877);
- Les Folies, polka, (tytuł anglojęzyczny: Acts of Folly, tytuł niemieckojęzyczny: Tolle Streiche), op. 157, (1878);
- Très Jolie, walc, (tytuł anglojęzyczny: Very Pretty, tytuł niemieckojęzyczny: Ganz allerliebst), op. 159 (1878);
- Pluie de diamants, znany także jako Pluie d'or, walc, (tytuł anglojęzyczny: 'Golden Rain' / 'Goldregen'), op.160, (1879);
- La Bercuese, walc, op. 161;
- Brunetka lub Blondynka, (tytuł oryginalny: Brune ou blonde, tytuł anglojęzyczny: Brunette or Blonde, tytuł niemieckojęzyczny: Braun oder Blond), op.162, (1878);
- Bella bocca, polka, (tytuł francuskojęzyczny: Bonne bouche), op. 163, (1879);
- Gaite, walc, (tytuł anglojęzyczny: Gaiety, Waltz, tytuł niemieckojęzyczny: Frohsinns-walzer), op.164, (1878);
- Ma charmante, walc (tytuł anglojęzyczny: My Charming Lady), op. 166, (1879);
- Autresfois, walc, op. 167;
- Minuit, polka, op. 168;
- Toujours fidèle, walc, (tytuł anglojęzyczny: Ever Faithful, tytuł niemieckojęzyczny: Treuliebchen), op. 169, (1879);
- Dolorès waltz, walc, op. 170, (1880);
- Chantilly, walc, op. 171, (1880);
- Solitude, walc, op. 174, (1881);
- Jeunesse doree, walc, (tytuł anglojęzyczny: Gilded Youth, tytuł niemieckojęzyczny:  Jugendtraume), op. 175, (1881);
- Je t'aime, (tytuł anglojęzyczny: 'I Love You' /tytuł niemieckojęzyczny:  'Ich liebe Dich'), Valse, Op.177 (1882)
- La Barcarolle, walc, op. 178, (1882);
- Neapol, walc, (tytuł oryginalny: Naples), op. 179;
- La Source, walc, op. 180, (1882);
- Trictrac, polka, op. 181;
- L'Esprit français, polka, (tytuł anglojęzyczny: 'The French Spirit' tytuł niemieckojęzyczny: "Geistesfunken'), op.182;  (1882);
- Walc Łyżwiarzy, (tytuł oryginalny: Les Patineurs, tytuł anglojęzyczny: The Skaters), op. 183, (1882);
- Mariana, walc, op. 185;
- Les Sourires, walc, (tytuł anglojęzyczny: The Smiles, tytuł niemieckojęzyczny:  Holdes Lscheln), op. 187 (1883);
- Soirée d'été, walc, (tytuł anglojęzyczny: Summer Evening, tytuł niemieckojęzyczny:  Ein Sommerabend), op. 188,  (1883);
- En Garde! polka wojskowa, op. 189;
- Kwiaty, walc, (tytuł oryginalny: Les Fleurs, tytuł anglojęzyczny: The Flowers), op. 190, (1883);
- Estudiantina, walc, (tytuł anglojęzyczny: Band of Students), op. 191, (1883);
- Pres de toi, walc, op. 193;
- Nid d'Amour, walc, op. 195;
- Jeux d'espirit, polka, op. 196;
- Camarade, polka, op. 197
- Joie envolee, walc, op. 198
- Skarby Miłości, walc, (tytuł oryginalny: Tresor d'amour, tytuł anglojęzyczny: Love- Treasure, tytuł niemieckojęzyczny:  Schatzliebchen), op. 199, (1885);
- Tout en rose, walc, (tytuł anglojęzyczny: Through Rose-Coloured Spectacles, tytuł niemieckojęzyczny:  In bester Laune), op. 200, (1885);
- Un premier bouquet, walc, (tytuł anglojęzyczny: A First Bouquet, tytuł niemieckojęzyczny: Der erste Blumenstrauss), op. 201, (1885);
- Reverie, walc, op. 202, (1885);
- Powrót z Pól, polka, (tytuł oryginalny: Retour des champs, tytuł anglojęzyczny: Return from the fields, tytuł niemieckojęzyczny: Heimkehr vom Felde), op. 203, (1885);
- Illusion, walc, op. 204;
- Ma Voisine, polka, (tytuł anglojęzyczny: My Neighbour, tytuł niemieckojęzyczny: Meine Nachbarin), op. 206 (1886);
- Walc Grenadierów, (tytuł oryginalny: Valse militaire, tytuł anglojęzyczny: The Grenadiers), op. 207;
- Taniec w Chmurach, walc, (tytuł oryginalny: Dans les nuages, tytuł anglojęzyczny: In the Clouds, tytuł niemieckojęzyczny:  In den Wolken), op. 208, (1886);
- Idylle, walc, op. 209;
- Tendres baisers, walc, op. 211;
- La Cinquantaine, polka znana też jako Joyeux Paris, (tytuł anglojęzyczny: Merry Paris, tytuł niemieckojęzyczny:  'Jubel-Polka'), op. 215, (1886);
- Les Bohémiens (tytuł anglojęzyczny: The Bohemians, tytuł niemieckojęzyczny: Zigeuner-Polka), op. 216, (1887);
- Tendresse, walc, op. 217;
- Coquetterie, walc, (tytuł anglojęzyczny: Princess May), op. 218, (1887);
- Tout ou rien, polka, (tytuł anglojęzyczny: All or Nothing, tytuł niemieckojęzyczny: Alles oder Nichts), pp. 219, (1887);
- Acclamations, walc, (tytuł niemieckojęzyczny: Hoch lebe der Tanz!), op. 223, (1888);
- Papilons bleus, walc, op. 224;
- Chateau en Espagne, polka, (tytuł anglojęzyczny: Castles in the Air, tytuł niemieckojęzyczny:  Luftschlösser), op. 225, (1888);
- Dans tes yeux, walc, op. 227;
- Hébé, walc, (tytuł anglojęzyczny: Hebe), op. 228, (1888);
- Etincelles, walc, Op. 229;
- Roses de Noel, walc, Op. 230;
- Rococo-Polka op. 232 (1888);
- Bagatelle, polka, Op. 233;
- Sur la plage, walc, Op. 234;
- Vision valse, walc, (tytuł anglojęzyczny: Visions), op. 235, (1888);
- España, walc według Chabriera, op. 236, (1886);
- Par-ci, par-là, polka, (tytuł anglojęzyczny: Hither and Thither), op. 239, (1883);
- Tout-Paris, walc, (tytuł anglojęzyczny: Fashionable Paris /tytuł niemieckojęzyczny:  Pariser-Walzer), op. 240, (1889);
- Ange d'amour, walc, (tytuł anglojęzyczny: Angel of Love, tytuł niemieckojęzyczny:  Liebesengel), op. 241, (1889);
- Nuee d'oiseaux, polka, (tytuł anglojęzyczny: Cloud of Birds, tytuł niemieckojęzyczny: Zugvogel), op. 243 (1890);
- Retour de Printemps, walc, op., 244;
- Invitation à la gavotte (tytuł anglojęzyczny: Invitation to the Gavotte), op. 246, (1891);
- Fontaine lumineuse, walc, (tytuł anglojęzyczny: Bright Fountain /tytuł niemieckojęzyczny: Uchtfontaine), op. 247, (1891);
- Zig-zag, polka, op. 248, (1891);
- Sous la voûte étoilée, walc, (tytuł anglojęzyczny: Under the Starry Canopy, tytuł niemieckojęzyczny: Himmelsaugen), op. 253, (1892);
- Souveraine, polka mazurka, (tytuł anglojęzyczny: Sovereign), op. 255, (1893).

### Kompozycje nienumerowane
- Miłość i wiosna, walc, (Amour et printemps, tytuł anglojęzyczny: Love and Spring, tytuł niemieckojęzyczny: Liebe und Frühling), (1880);
- Fleurs et baisers, walc, (1904);
- Beobile, pizzicato, (1908 ?);
- La fauvette du temple, walc, (data kompozycji nieznana).